# Martin Palm
Erik Martin Palm, 30 november 1906 i Sandviken, död 27 december 1993 i Vällingby, var en svensk målare, grafiker och tecknare.
Han var son till kyrkovaktmästaren Emil Johan Palm och Elvira Johanna Hedman och från 1949 gift med folkskolläraren Margit Weigl, född Heiron. Palm studerade vid olika konstskolor i Stockholm 1928–1931 och under studieresor till Köpenhamn, Norge, Paris och Spanien. Separat ställde han ut i Gävle och Sandviken ett flertal gånger och han medverkade i samlingsutställningar med Gävleborgs konstförening. Hans konst består av abstrakta kompositioner, figurer och landskap utförda i olja, akvarell, pastell eller träsnitt. Palm är representerad på Waldemarsudde, Hälsinglands museum, Moderna museet, Länsmuseet Gävleborg och Sandvikens kommun. Han är gravsatt i minneslunden på Råcksta begravningsplats.